# Tajgahjulspindel
Tajgahjulspindel (Araneus nordmanni) är en spindelart som först beskrevs av Tord Tamerlan Teodor Thorell 1870.  Tajgahjulspindel ingår i släktet Araneus och familjen hjulspindlar. Arten är reproducerande i Sverige. Inga underarter finns listade i Catalogue of Life.